# 维萨亨

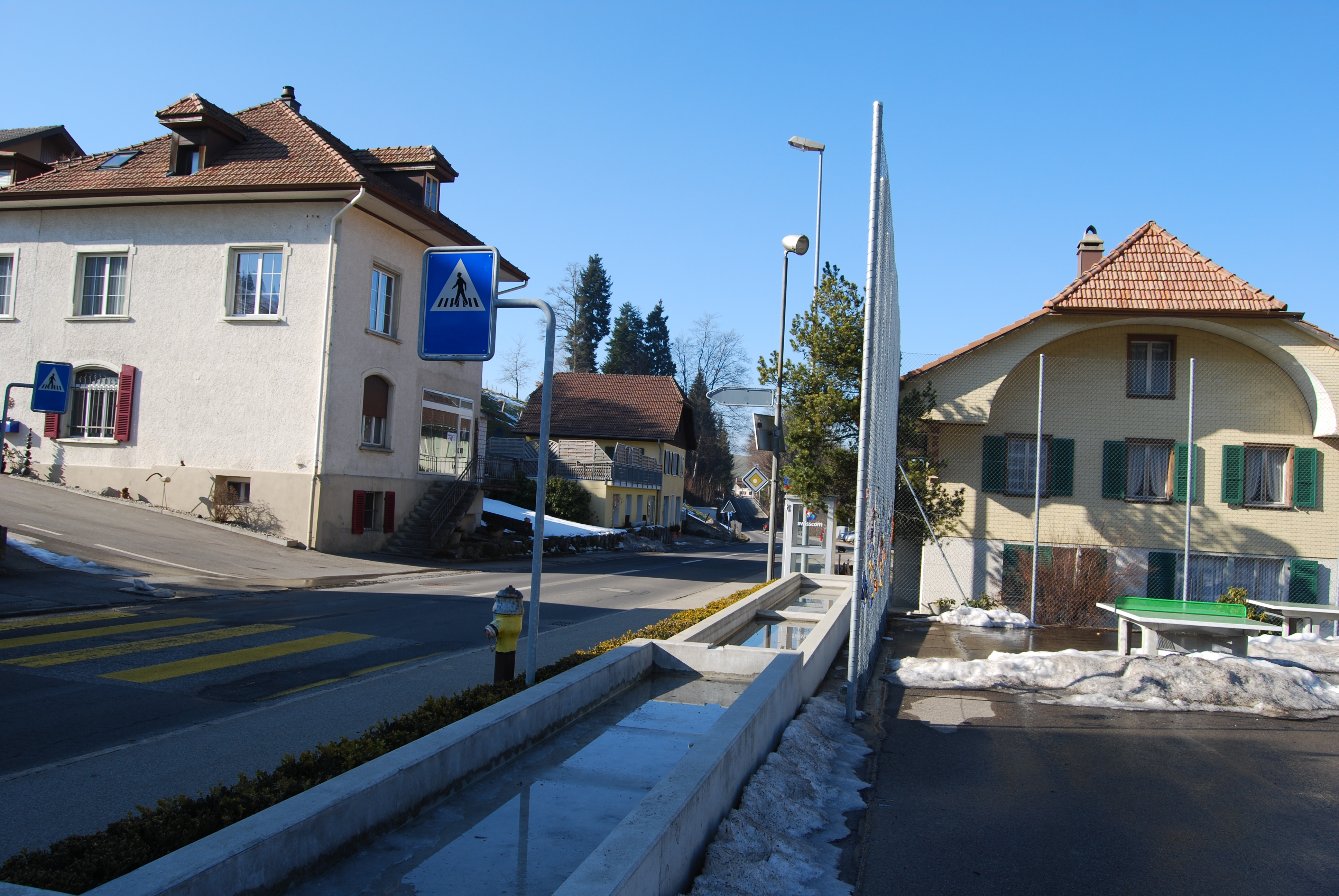

維薩興是瑞士的城鎮，位於該國中西部，由伯恩州負責管轄，面積11.7平方公里，七成土地是農業用地，海拔高度707米，2011年人口1,172，人口密度每平方公里100人。